# Ле-Мутаре
Ле-Мутаре (фр. Le Moutaret) — коммуна во Франции, находится в регионе Рона — Альпы. Департамент коммуны — Изер. Входит в состав кантона От-Грезиводан. Округ коммуны — Гренобль.
Код INSEE коммуны — 38268. Население коммуны на 2012 год составляло 237 человек. Населённый пункт находится на высоте от 320 до 1089 метров над уровнем моря. Муниципалитет расположен на расстоянии около 480 км юго-восточнее Парижа, 105 км восточнее Лиона, 40 км северо-восточнее Гренобля. Мэр коммуны — Alain Guilluy, мандат действует на протяжении 2014—2020 гг.
Динамика населения (INSEE):